# Haley Georgia
Haley Georgia (Houston 11 de agosto de 1996) é uma cantora americana de música country.

## Biografia
A carreira de Geórgia na música começou quando Eric Church e Arturo Buenahora Jr ouviram algumas de suas músicas originais e assinaram com ela um acordo de publicação através da gravadora Little Louder Music. Um ano depois, algumas das gravações originais da Georgia chamaram a atenção da Universal Music o qual assinou um contrato com a mesma. Integrou o elenco de American Idol décima temporada nos Estados Unidos. Sua música de sucesso, Ridiculous, apareceu na SiriusXM The Highway e lista da Billboard. Georgia lançou 'Pretty Girls seu mixtape internacional através da Universal Music Group.